# ヒトラーの忘れもの
『ヒトラーの忘れもの』（ヒトラーのわすれもの、Under sandet）は、マーチン・サントフリート監督による2015年のデンマーク・ドイツの歴史ドラマ映画である。第40回トロント国際映画祭のプラットフォーム部門でプレミア上映された。第89回アカデミー賞外国語映画賞にはデンマーク代表として出品され、ノミネートされた。
映画は史実に触発されており、第二次世界大戦後のデンマークに地雷撤去のために送られたドイツ兵が描かれる。地雷撤去を強要された2 000人以上のドイツ兵のうち約半数が命を落としたり手足を失ったりしたといわれている。

## 概要
1945年5月のドイツ降伏後、若いドイツ兵の戦争捕虜の集団がデンマーク当局に引き渡され、ナチス・ドイツが砂の中に埋めた200万以上の地雷を撤去するために西海岸へと派遣される。これは戦争捕虜の強制労働を禁じるジュネーヴ条約に違反する命令であった。少年兵たちはデンマークのカール・レオポルド・ラスムスン軍曹の指揮の下、危険な作業に身を投じる。

## ストーリー

### 若い戦争捕虜による地雷除去
第二次世界大戦においてナチスドイツ軍が連合国の侵攻に備えてデンマークの海岸に大量の地雷を埋めた。戦後、地雷の除去を進めるにあたって戦争捕虜となったドイツ兵がデンマーク軍のもとで地雷除去の作業を行うケースがあった。ラスムスン軍曹が受け持ったエリアには若いドイツ兵14名ほどが割り当てられた。軍曹は彼らに海岸に埋まった45,000個の地雷を除去するまでは帰れないと伝える。地雷除去は砂浜の上を匍匐前進し棒で地雷がないか確認し、あれば地雷を掘り出し信管を抜くという地道で危険なものであった。

### 地雷除去の悲惨な環境
彼らのための食べ物は二日間何も用意されなかった。少年兵たちのリーダー役となっていたセバスチャンが軍曹に訴えても、餓死してしまえばよいと応じるそぶりは見せなかった。
そうした中、ある少年兵は飢餓による体調不良が元で地雷除去に失敗をして両腕を失う大けが負い、医療施設に送られる。また食料がないために近隣の農家でネズミの糞まみれの家畜のえさを盗み食いして、集団食中毒にかかるなど少年兵たちは悲惨な状況に見舞われる。
重傷を負った少年兵は最終的に死亡したが、軍曹は士気を保つために彼を生きてドイツに帰したと伝えた。また軍曹は食料を基地から盗み彼らに対して提供した。更には少年兵たちが駐留イギリス軍の数人に絡まれた際にも彼らを守った。計画の遅れを叱咤するなど緊張感は残すも彼らを見限るようなそぶりは見せなくなった。
また、セバスチャンが地雷除去に役に立つ道具を作って軍曹に使うように提案し、最初は拒むもののそれを使い始める事を認めるなど信頼関係が作られていった。
軍曹と少年兵たちは打ち解けて休日には、ビーチでサッカーをするまでになる。
ただその帰途に就く途中、地雷駆除が終わっていたはずの砂浜で軍曹の愛犬が地雷によって死んでしまう。軍曹はそのことでそのエリアを担当していた者にあたり、地雷除去を終えた砂浜が安全であるかを少年兵全員で歩いて確かめるように指示を出す。

### ラスムスン軍曹の反抗
エルンストの双子の兄であるヴェルナーが地雷の処理の際に死亡してしまい、エルンストはひどくショックを受けていた。ある日上述した農家に住む少女が地雷原に入り込んでしまう。エルンストは危険を顧みずに彼女を助けたあと、まだ除去の終っていない地雷原に向かって歩いていき自殺する。この出来事に堪えているセバスチャンに対して軍曹は家にあと少しで帰れるということを伝えて励ます。セバスチャンを含む4名が海岸で地雷の除去をしているときに、ほかの10名ほどが地雷をトラックに運び入れていた。トラックに信管が抜けていない地雷があったため大爆発が起こり、トラックの近くで作業していたものは全員亡くなった。軍曹は残された4名をドイツへ帰国させたかったが、エベ大尉らの意向でより過酷な別の地雷原へ向かわされることとなった。軍曹は抗議が受け入れられなかったので、独断で彼らをドイツ国境から500mのところまで運びドイツへ逃げるように伝える。

## キャスト
※括弧内は日本語吹替
- ラスムスン軍曹 - ローランド・ムーラー（山賀教弘）
- エベ大尉 - ミケル・ボー・フォルスゴー（赤坂柾之）
- セバスチャン・シューマン - ルイス・ホフマン（英語版）（寺島惇太）
- ヘルムート・モアバッハ - ジョエル・バズマン（英語版）（小川ゲン）
- エルンスト・レスナー（双子の弟） - エミール・ベルトン（高橋渉）
- ヴェルナー・レスナー（双子の兄） - オスカー・ベルトン（渡辺拓海）
- ヴィルヘルム・ハーン - レオン・サイデル（英語版）（太田一騎）
- ルートヴィヒ・ハフケ - オスカー・ブーケルマン（井之上潤）

## 評価
ボディル賞では主演男優賞、助演男優賞、作品賞などを獲得した。
第28回東京国際映画祭では『地雷と少年兵』の題で上映され、ルイス・ホフマンとローランド・ムーラーが最優秀男優賞を獲得した。
| Year | Award                  | Category                                     | Recipient(s)                           | Result     | Ref(s)        |
| ---- | ---------------------- | -------------------------------------------- | -------------------------------------- | ---------- | ------------- |
| 2015 | ヒホン国際映画祭       | Audience Award                               | Land of Mine                           | 受賞       |               |
| 2015 | 東京国際映画祭         | Tokyo Grand Prix                             | Land of Mine                           | ノミネート |               |
| 2015 | 東京国際映画祭         | Best Actor Award                             | Roland Møller & Louis Hofmann          | 受賞       |               |
| 2015 | トロント国際映画祭     | Platform Prize                               | Land of Mine                           | ノミネート |               |
| 2016 | AFI Fest               | World Cinema Audience Award                  | Land of Mine                           | 受賞       |               |
| 2016 | ボディル賞             | Best Danish Film                             | Land of Mine                           | 受賞       | [ 12 ]        |
| 2016 | ボディル賞             | Best Actor                                   | Roland Møller                          | 受賞       | [ 12 ]        |
| 2016 | ボディル賞             | Best Supporting Actor                        | Louis Hofmann                          | 受賞       | [ 12 ]        |
| 2016 | ヨーロッパ映画賞       | Best Cinematographer                         | Camilla Hjelm Knudsen                  | 受賞       | [ 13 ]        |
| 2016 | ヨーロッパ映画賞       | Best Costume Design                          | Stefanie Bieker                        | 受賞       | [ 13 ]        |
| 2016 | ヨーロッパ映画賞       | Best Hair and Make-up                        | Barbara Kreuzer                        | 受賞       | [ 13 ]        |
| 2016 | ヨーテボリ国際映画祭   | Best Nordic Film                             | Land of Mine                           | 受賞       | [ 14 ]        |
| 2016 | 香港国際映画祭         | SIGNIS Awards                                | Land of Mine                           | 受賞       | [ 15 ]        |
| 2016 | ミルバレー映画祭       | World Cinema Audience Favorite               | Land of Mine                           | 2nd Place  | [ 16 ]        |
| 2016 | ロバート賞             | Best Film                                    | Land of Mine                           | 受賞       | [ 17 ]        |
| 2016 | ロバート賞             | Best Director                                | Martin Zandvliet                       | 受賞       | [ 17 ]        |
| 2016 | ロバート賞             | Best Original Screenplay                     | Martin Zandvliet                       | 受賞       | [ 17 ]        |
| 2016 | ロバート賞             | Best Cinematography                          | Camilla Hjelm Knudsen                  | 受賞       | [ 17 ]        |
| 2016 | ロバート賞             | Best Editing                                 | Per Sandholt & Molly Malene Stensgaard | 受賞       | [ 17 ]        |
| 2016 | ロバート賞             | Audience Award                               | Land of Mine                           | 受賞       | [ 17 ]        |
| 2016 | ロバート賞             | Best Actor                                   | Roland Møller                          | ノミネート | [ 17 ]        |
| 2016 | ロバート賞             | Best Supporting Actor                        | Louis Hofmann                          | ノミネート | [ 17 ]        |
| 2016 | ロバート賞             | Best Supporting Actor                        | Mikkel Boe Følsgaard                   | ノミネート | [ 17 ]        |
| 2016 | ロバート賞             | Best Production Design                       | Gitte Malling                          | ノミネート | [ 17 ]        |
| 2016 | ロバート賞             | Best Costume Design                          | Stefanie Bieker                        | ノミネート | [ 17 ]        |
| 2016 | ロバート賞             | Best Make-Up                                 | Barbara Kreuzer                        | ノミネート | [ 17 ]        |
| 2016 | ロバート賞             | Best Sound                                   | Rasmus Winther Jensen                  | ノミネート | [ 17 ]        |
| 2016 | ロバート賞             | Best Original Score                          | Sune Martin                            | ノミネート | [ 17 ]        |
| 2016 | ロッテルダム国際映画祭 | Warsteiner Audience Award                    | Land of Mine                           | 受賞       | [ 18 ] [ 19 ] |
| 2016 | ロッテルダム国際映画祭 | MovieZone Award                              | Land of Mine                           | 受賞       | [ 18 ] [ 19 ] |
| 2017 | アカデミー賞           | Academy Award for Best Foreign Language Film | Land of Mine                           | ノミネート | [ 20 ] [ 21 ] |